# トレイシー・ネルソン (女優)
トレイシー・クリスティン・ネルソン（Tracy Kristin Nelson、1963年10月25日 - ）は、アメリカ合衆国カリフォルニア州生まれの女優である。

## 来歴
女優として活動するネルソンは、1963年にカリフォルニア州サンタモニカに生まれる。歌手であった両親の元、4人姉弟の長女だった。親戚も多くが芸能界に携わっていた。子役として1968年に製作されたコメディ映画『合併結婚』で映画デビュー。1981年にロサンゼルスにあるハーヴァード・ウェストレイク・スクールを卒業後、本格的な女優として映画・テレビなどへ進出。1982年のサラ・ジェシカ・パーカーら共演の『Square Pegs （原題）』をはじめ『となりのサインフェルド』や『TVキャスター マーフィー・ブラウン』など様々なテレビシリーズへも出演した。かつてNHKでも放映されたトム・ボズリ共演のミステリー・ドラマ『名探偵ダウリング神父』の破天荒だが頭脳明快なシスター“ステファニー”を演じたことによりその知名度も上がる。

### 私生活
二度の結婚歴がある。二度目の結婚として1987年に同じく俳優として活動していたウィリアム・R・モーゼスと結婚するも、1997年に離婚している。現在はそれぞれの結婚で生まれた二児の母親でもある。

## 主な出演作品

### 映画
| 公開年 | 邦題 原題                                                          | 役名                                           | 備考       |
| ------ | ------------------------------------------------------------------ | ---------------------------------------------- | ---------- |
| 1968   | 合併結婚 Yours, Mine and Ours                                      | ジャーメイン                                   |            |
| 1984   | マリアの恋人 Maria's Lovers                                        | ジョアニー                                     |            |
| 1985   | ビバリーヒルズ・バム Down and Out in Beverly Hills                 | ジェニー・ホワイトマン                         |            |
| 1987   | ゲーム・オブ・ラブ Tonight's the Night                             | ジェイミー・デイヴィス                         | テレビ映画 |
| 1992   | 弁護士ペリー・メイスン Perry Mason: The Case of the Reckless Romeo | チャーリー・アダムス                           | テレビ映画 |
| 1993   | 赤ちゃんは誰のもの/失われた愛を求めて No Child of Mine             | タミー                                         | テレビ映画 |
| 1997   | コールド・アイズ Touched by Evil                                   | クララ・デヴリン                               | テレビ映画 |
| 1998   | ナイト・コール The Night Caller                                    | ベス                                           |            |
| 2000   | 隣人は闇に微笑む The Perfect Nanny                                 | アンドレア・マクブライド／ニッキー・ハーコート |            |
| 2001   | ヴィシャス Fangs                                                   | アリー・パークス                               |            |
| 2002   | リーサルレギオン Killer Bees!                                      | オードリー・ハリス                             | テレビ映画 |
| 2008   | 滅亡の黙示録 Polar Opposites                                       | ジェナ                                         |            |

### テレビシリーズ
| 放映年    | 邦題 原題                                      | 役名                         | 備考         |
| --------- | ---------------------------------------------- | ---------------------------- | ------------ |
| 1982-1983 | Square Pegs                                    | ジェニファー                 | 20エピソード |
| 1984,1985 | ファミリー・タイズ Family Ties                 | ディーナ                     | 2エピソード  |
| 1984-1985 | Glitter                                        | アンジェラ                   | 14エピソード |
| 1985      | ラブ・ボート The Love Boat                     | サンディ                     | 1エピソード  |
| 1987-1991 | 名探偵ダウリング神父 Father Dowling Mysteries  | ステファニー・オスコウスキー | 43エピソード |
| 1993      | A League of Their Own                          | エヴリン・ガードナー         | 6エピソード  |
| 1994-1995 | メルローズ・プレイス Melrose Place             | メレディス・パーカー         | 4エピソード  |
| 1995      | Snowy River: The McGregor Saga                 | ルース・ホイットニー         | 5エピソード  |
| 1996      | Dr.マーク・スローン Diagnosis Murder           | クリスティー・ロフトン       | 1エピソード  |
| 1998      | となりのサインフェルド Seinfeld                | ジャネット                   | 1エピソード  |
| 1998      | TVキャスター マーフィー・ブラウン Murphy Brown | リサ                         | 2エピソード  |
| 2000      | 7th Heaven                                     | ポーリーン                   | 1エピソード  |
| 2002      | ふたりは友達? ウィル&グレイス Will & Grace     | アリソン                     | 1エピソード  |